# Museu Histórico de Jaboticabal Aloísio de Almeida
O Museu Histórico de Jaboticabal Aloísio de Almeida é um equipamento cultural mantido pela Prefeitura Municipal de Jaboticabal, no interior do estado de São Paulo, Brasil. Foi criado pela Lei Nº 664, de 17 de novembro de 1965 e aberto ao público no dia 16 de julho de 1979, com o objetivo de preservar e difundir o patrimônio histórico e artístico da cidade. Desde 1979, encontra-se instalado no "Palacete da Turca", uma residência de pavimento térreo e dois andares erguida pela imigrante síria Azizi Abicalil na década de 1920. O museu abriga uma coleção de artefatos arqueológicos e etnográficos, objetos históricos, fotografias, numismática e obras de arte, totalizando aproximadamente 10.000 peças.

## História
O Museu Histórico de Jaboticabal foi criado pela Lei Nº 664, de 17 de novembro de 1965, durante a gestão do prefeito Alberto Bottino, sob a denominação de "Museu de Arte e Histórico de Jaboticabal", sendo aberto ao público em 16 de julho de 1979. Tinha como missão "manter vivo o passado da nação, difundir o conhecimento da história, das artes, cultura e costumes do município". Sua idealização, criação e abertura resultou, sobretudo, do empenho do advogado Dorival Martins de Andrade, então funcionário público da Prefeitura Municipal de Jaboticabal.
Seu acervo inicial era composto por peças transferidas dos edifícios do executivo municipal e seria posteriormente ampliado por meio de doações dos moradores da cidade e aquisições esporádicas. Parte substancial da coleção arqueológica foi recebida por meio de doação de moradores, que posteriormente foram identificadas em pesquisa de campo não acadêmicas. 

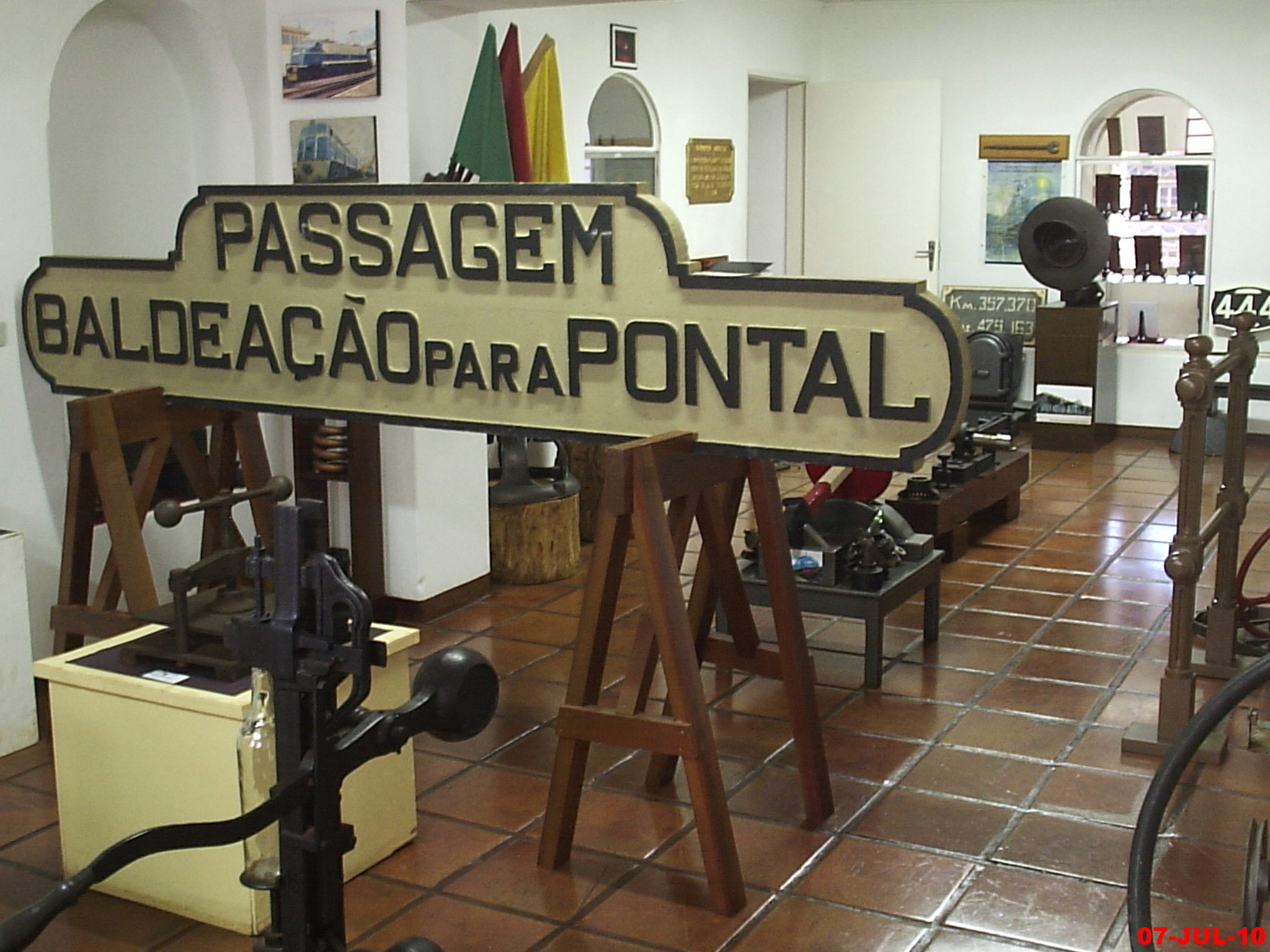
Sala do Ferroviário, com peças da extinta Companhia Paulista de Estradas de Ferro.

Em 16 de julho de 1979, durante as comemorações dos 71 anos da cidade, o museu foi aberto ao público instalado em uma residência de 757 metros quadrados de três pavimentos, sendo térreo e mais dois andares conhecida como "Palacete da Turca". O palacete fora erguido na década de 1920, por encomenda da imigrante síria Azize Abicalil com uma arquitetura em estilo greco romano.
Em 2005, durante a gestão do prefeito José Carlos Hori, o museu passou por uma reformulação expográfica, visando reorganizar a exposição permanente do acervo por critérios temáticos, em ordem cronológica, com base nas diretrizes do Instituto do Patrimônio Histórico e Artístico Nacional e do Departamento de Museus e Arquivos da Secretaria de Cultura do Estado de São Paulo. Por ocasião da reformulação, foram criadas as salas temáticas.
Em 2008, o colecionador Antônio Sérgio Brito doou ao museu uma importante coleção de peças relacionadas à história do transporte ferroviário no Brasil. Todos os objetos foram reunidos em um novo espaço do edifício, denominado "Sala do Ferroviário". Em 2009, o museu foi incluído no Cadastro Nacional de Museus e, posteriormente, integrado ao Sistema Brasileiro de Museus. Neste mesmo ano o museu celebrou o trigésimo aniversário de sua reinauguração no espaço atual, com uma programação cultural variada, destacando-se a exposição de fotografias Trilhos e Trechos, organizada por Antônio Sérgio Brito, acerca da história das ferrovias da região. Posteriormente, a mostra foi incluída no projeto Giro Cultural e exibida em outras localidades de forma itinerante.
Persistem, entretanto, alguns entraves ao desenvolvimento das atividades museológicas da instituição, como as inflitrações nas paredes e no telhado, expondo o acervo a um grande risco de deterioração, e a documentação museográfica insuficiente, uma vez que o livro de tombo está desatualizado há mais de duas décadas. Duas armas de fogo foram subtraídas da coleção do museu em duas ocasiões distintas, o que levou a direção do museu a retirar a coleção de armaria da exposição permanente. em 2009, uma parte da coleção de artes plásticas do museu foi desmembrada para dar origem a uma nova instituição, a Pinacoteca Municipal Charny Leite Bueno Sobrinho. A pinacoteca congrega 45 das mais importantes pinturas amelhadas pela administração pública de Jaboticabal desde a década de 1920.

## Acervo

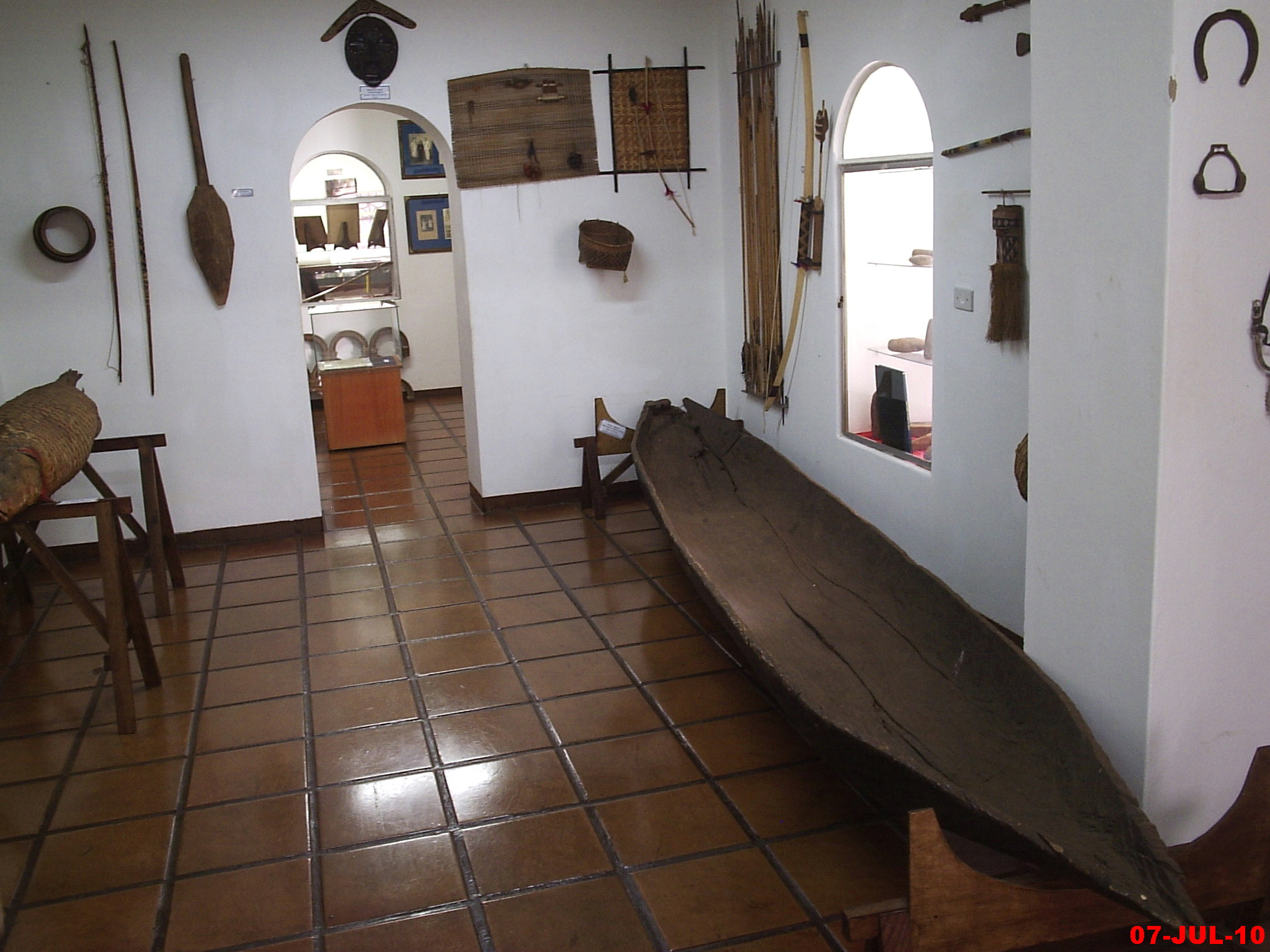
Sala Indígena, com artefatos arqueológicos e etnográficos coletados na região.

O Museu Histórico de Jaboticabal conserva um acervo de aproximadamente 10.000 peças, abrangendo tópicos como a História do Brasil, de São Paulo e da região com uma tipologia de acervo voltada para arqueologia, etnografia, numismática, filatelia e artes plásticas.
O acervo histórico abrange documentos, mapas, fotografias, jornais, discos de vinil e instrumentos musicais, mobiliário, máquinas, armas, indumentária e outros objetos variados referentes a diversos acontecimentos, períodos históricos e personalidades e organizações jaboticabalenses. Destacam-se os conjuntos referentes à ocupação, uso do solo e organização social de Jaboticabal, à indústria da região e os acervos referentes à Revolução Constitucionalista de 1932 e à Segunda Guerra Mundial.
A coleção de artes plásticas, recentemente desmembrada e transferida para a Pinacoteca Municipal Charny Leite Bueno Sobrinho, tem sua origem em 1925, quando foram feitas as primeiras aquisições de obras de arte com o objetivo de decorar os escritórios do poder público, sendo posteriormente ampliada por meio dos Salões de Belas Artes e doações de particulares. A coleção é centrada na produção artística regional, abrangendo o período colonial tardio, o academicismo e as vanguardas do século XX.
Destacam-se ainda as coleções de artefatos arqueológicos coletados na região, o acervo de peças ferroviárias da extinta Companhia Paulista de Estradas de Ferro, a coleção de uniformes, troféus e medalhas do clube de futebol Jaboticabal Atlético, etc. O museu também mantém uma pequena biblioteca especializada na história local.